# Lastensegler

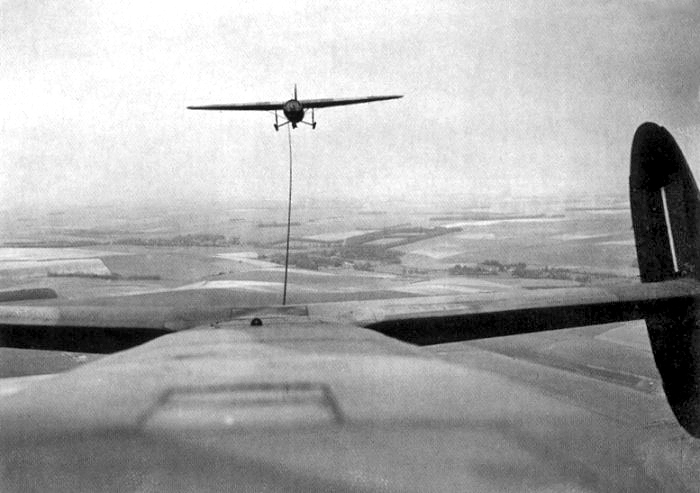
Airspeed AS 51 Horsa an einem Albermarle-Schleppflugzeug

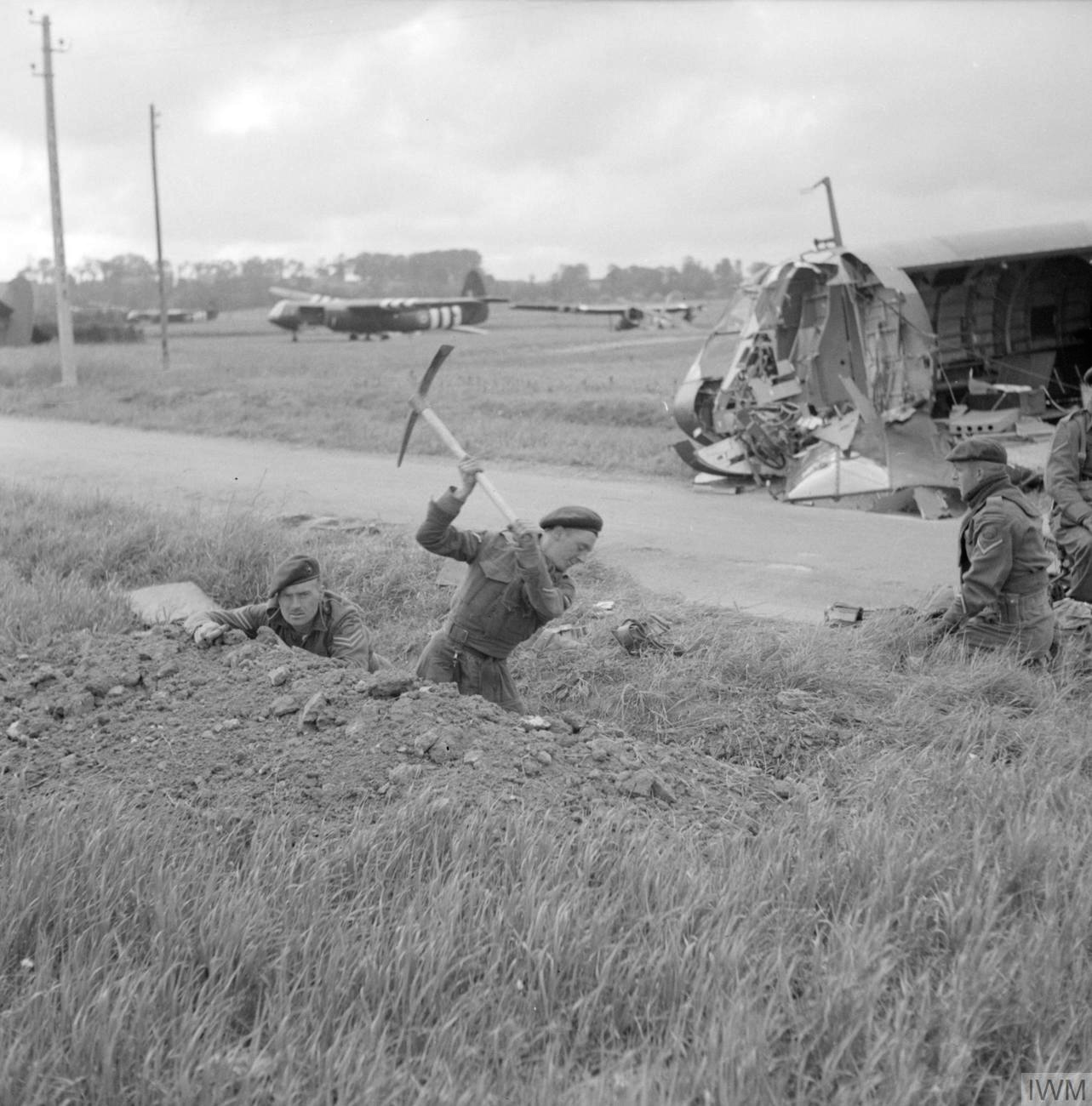
Britische Soldaten in der Normandie am zweiten Tag der Operation Overlord, 7. Juni 1944; im Hintergrund ein intakter, rechts ein zerstörter Horsa-Lastensegler

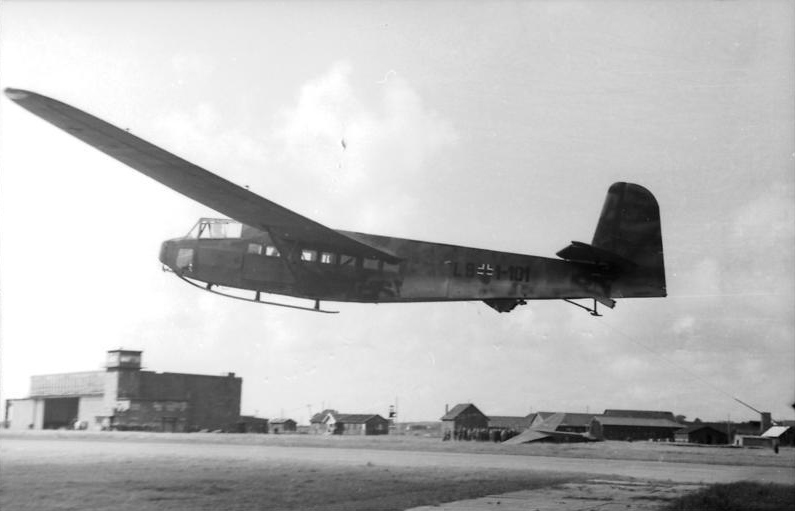
Lastensegler DFS 230 bei der Landung (1943)

Lastensegler sind militärische Gleitflugzeuge, die in der Lage sind, Luftlandetruppen mit ihrer Ausrüstung und Bewaffnung, bei größeren Modellen auch Lastkraftwagen oder Panzer zu transportieren. Sie wurden im Zweiten Weltkrieg eingesetzt und nach dessen Ende durch die neu entwickelten Hubschrauber ersetzt.

## Geschichte
Anfang der 1930er-Jahre fanden im Deutschen Reich und in der Sowjetunion die ersten Projektstudien und der Bau von Versuchsmodellen statt. Im Deutschen Reich entstand für Forschungszwecke der Kleinlastensegler OBS bei der DFS in Darmstadt. Ernst Udet, dem der OBS vorgeflogen wurde, gab daraufhin die Weisung zur Entwicklung eines militärischen Lastenseglers, woraufhin die DFS 230 konstruiert wurde. Vorteil eines Lastenseglers gegenüber einem Transportflugzeug war, dass dieser eine Infanteriegruppe geschlossen am Ziel landen konnte und dass für den Einsatz keine ausgebildeten Fallschirmspringer notwendig waren. Ein Fallschirmsprung barg immer die Gefahr, dass die Springer und die Waffenbehälter durch den Wind abgetrieben werden konnten. Zudem waren die am Schirm hängenden Springer ein leichtes Ziel für die gegnerischen Bodentruppen. Während die regulären Fallschirmtruppen sich nach der Landung erst formieren und ihr schwereres Material erst aus Abwurfbehältern zusammensuchen mussten, konnte ein Lastensegler die Soldaten mit voller Ausrüstung und zusätzlichem Material geschlossen zum Zielpunkt bringen. Im Falle von Eben-Emael waren dies z. B. spezielle Hohlladungen, die zur Ausschaltung der Außenwerke des Forts dienten. Weiterhin erfolgte der Anflug geräuschlos, während normale Transportmaschinen erst den Zielpunkt überfliegen mussten. Ein weiterer Vorteil bestand darin, dass z. B. Sturzbomberverbände bei der Verlegung zu vorgeschobenen Feldflugplätzen einen Teil der wichtigsten Ausrüstungen und Bodenpersonal praktisch im Schlepptau hatten, bevor regulärer Nachschub eintraf. Ansonsten erforderte der Schlepp einer DFS 230 eine Transportmaschine, welche bei allen Nachteilen auch die gleiche Anzahl von Fallschirmjägern hätte transportieren können.
In der Sowjetunion entstand 1934 der für sechs Soldaten ausgelegte Lastensegler Groschew G-4. Nach dem erfolgreichen Einsatz der DFS 230 bei der Eroberung von Eben-Emael begannen sowohl die Alliierten (Hotspur, Großbritannien) als auch die Achsenmächte (Ku-1, Japan und TM-2, Italien) mit der Entwicklung von Lastenseglern. Auch in den zu diesem Zeitpunkt noch neutralen USA wurde das erste Modell entwickelt (CG-3A). Andere Länder, wie Schweden (Fi-3), die Türkei (THK-1), Australien und Indien zogen nach, erzielten jedoch keine nennenswerten Ergebnisse.

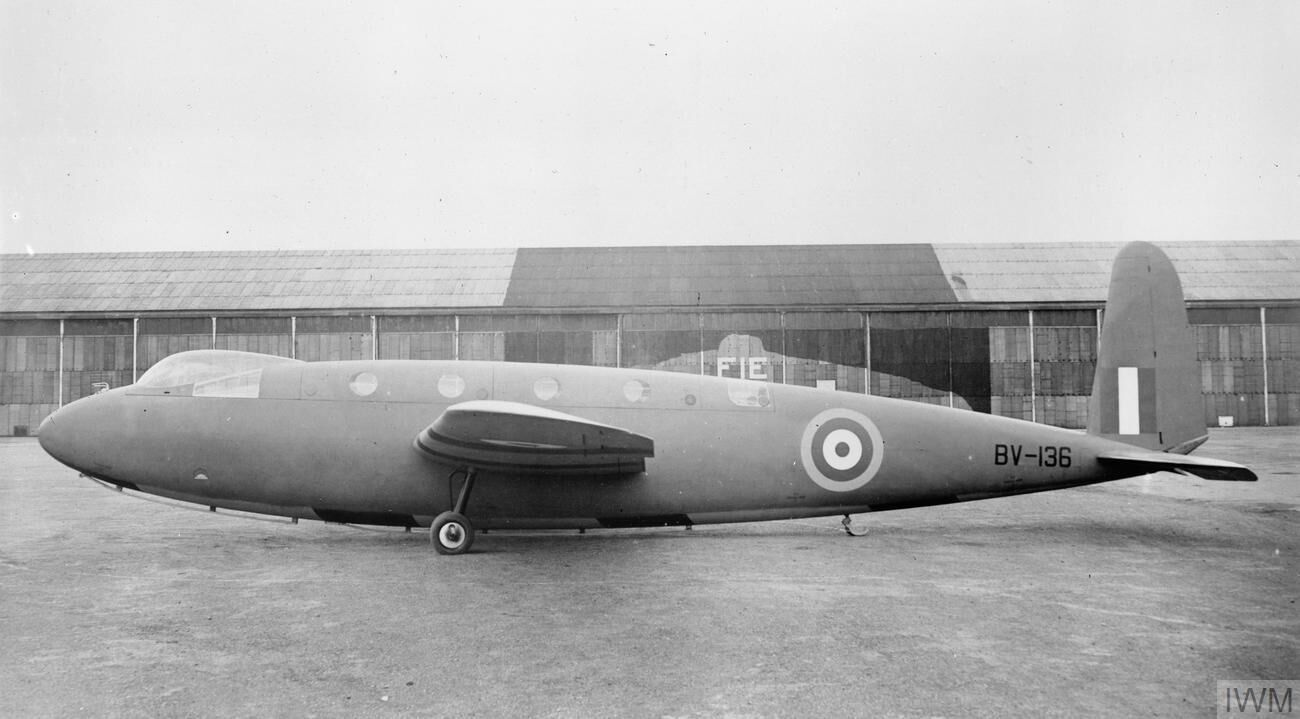
General Aircraft Hotspur

Im Zweiten Weltkrieg kamen Lastensegler wiederholt zum Einsatz. Sie wurden durch Schleppflugzeuge bis in die Nähe ihrer Ziele geschleppt und dann am oder im Zielgebiet durch den Piloten gelandet. Die meisten Lastensegler wurden bewusst zum einmaligen Gebrauch gebaut und nach dem Einsatz nicht geborgen oder wiederverwendet. Später wurde versucht, unbeschädigt gelandete Lastensegler mittels „Fangschlepp“ wieder abzuholen, indem ein darüberfliegendes Schleppflugzeug mittels Fanghaken das Schleppseil aufnahm. Spezielle Vorrichtungen verhinderten dabei eine zu starke Anfangsbeschleunigung des Gleiters. Im Verlaufe des Krieges wurden die konstruierten Typen immer größer, so dass neben Soldaten vor allem auch leichtes militärisches Gerät befördert werden konnte (z. B. Gotha Go 242 und General Aircraft Hamilcar). Im Deutschen Reich (Gotha Go 244 und Me 323) und in der Sowjetunion (MP) wurde versucht, Lastensegler durch den Einbau von Motoren eigenstartfähig und somit unabhängig von Schleppflugzeugen zu machen.
Ungewöhnliche Konstruktionen waren die US-amerikanischen als Amphibien-Lastensegler ausgelegten Modelle XLRA-1 und XLRQ-1 sowie der fliegende Benzintank Cornelius XFG 1. Eine doppelrümpfige Experimentalausführung des Typs „Hotspur“ („Twin Hotspur“) existierte ebenfalls. Besonders herauszuheben ist auch der sowjetische mit Tragflächen ausgerüstete leichte Panzerwagen Antonow A-40 sowie eine motorlose Variante der C-47, die Douglas XCG-17.
Deutsche Lastensegler wurden später auch als Transportflugzeuge verwendet, insbesondere um bei Luftverlegungen von Luftwaffen-Einheiten Transportraum zur Verfügung zu stellen. Schleppflugzeuge waren dann meistens die ohnehin eingesetzten Flugzeuge, beispielsweise Junkers Ju 52 oder Junkers Ju 87. Im Laufe der Weiterentwicklung während des Krieges wurden aus den Großraumlastenseglern wie der Messerschmitt Me 321 „Gigant“ (dessen Konkurrent die Junkers Ju 322 zwar gebaut aber nie in Serie ging) das Großraumtransportflugzeug Messerschmitt Me 323 „Gigant“ entwickelt.
Die Westalliierten setzten bei militärischen Operationen Lastensegler in großen Mengen ein. Von der Sowjetunion wurden Lastensegler in erheblich geringerem Ausmaß genutzt. Die restlichen kriegführenden Staaten benutzten sie überhaupt nicht oder nur in sehr geringem Maße (Japan, Ku-8). Nach dem Zweiten Weltkrieg wurde die Rolle der Lastensegler von den zu Punktlandungen fähigen Hubschraubern übernommen, so dass Lastensegler außer Gebrauch gerieten. Die Sowjetunion und die ČSR setzten die nach dem Kriegsende entwickelten Typen Jak-14 und Z-25 noch bis in die 1950er-Jahre hinein ein. Die in Frankreich (C.M.-1) den USA (XG-14, XG-18 und XCG-20) und Jugoslawien („Sostaric“) geschaffenen Typen blieben Versuchsmuster. Aus der amerikanischen XCG-20 entstand allerdings später (analog zur Me 323), der Kampfzonen-Transporter Fairchild C-123.
In der bemerkenswerten Operation Beggar wurden 27 Horsa-Lastensegler über 5100 Kilometer von England nach Tunesien geflogen, wobei die Segler der No. 2 Wing, Glider Pilot Regiment von Halifax der No. 295 Squadron der Royal Air Force gezogen wurden. Von Tunesien aus wurden sie für die Alliierte Landung auf Sizilien eingesetzt, die bei stürmischem Wetter erfolgte und dementsprechend für die Gleiter desaströs verlief.

## Einsätze

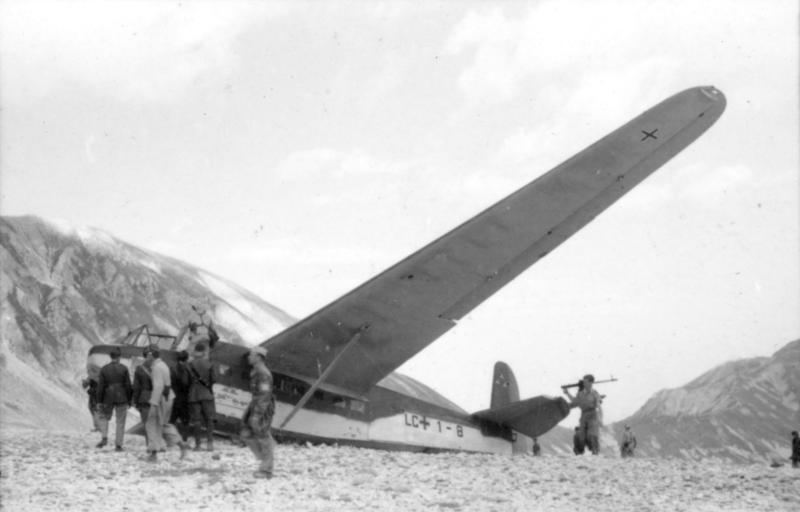
Einsatz von Lastenseglern beim Unternehmen Eiche

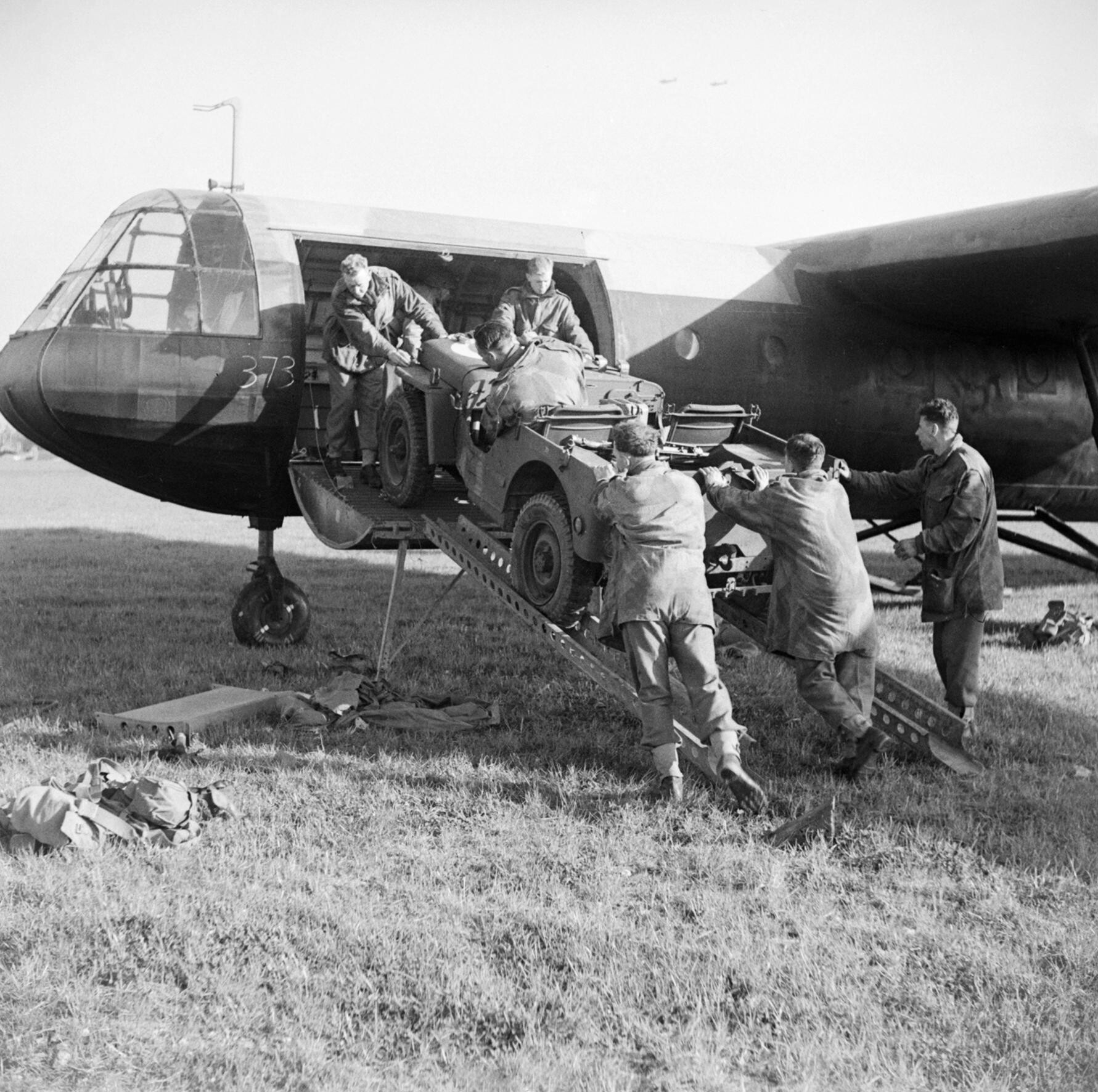
Beladung einer Airspeed Horsa mit einem Jeep (Übungsbetrieb, 1944)

Der erste Kampfeinsatz von Lastenseglern, deren Existenz bis zu diesem Zeitpunkt streng geheim gehalten worden war, war der deutsche Angriff auf die belgische Festung Eben-Emael am 10. Mai 1940. Dabei wurden Lastensegler DFS 230 eingesetzt.
Die deutsche Messerschmitt Me 321 „Gigant“ war für eine deutsche Invasion in Großbritannien entwickelt worden („Operation Seelöwe“), die durch die deutsche Niederlage in der Luftschlacht um England unmöglich wurde.
Der größte Einsatz von Lastenseglern von deutscher Seite fand Mitte Mai 1941 während der Luftlandeschlacht um Kreta statt. Die Luftwaffe konnte dazu 80 bis 100 Gleiter der I. Gruppe des Luftlandegeschwaders 1 einsetzen.
Ein weiterer wichtiger Einsatz erfolgte 1942 bei der Schlacht um Cholm im Frühjahr 1942.
Lastensegler spielten ebenfalls eine entscheidende Rolle bei der deutschen Befreiung des verhafteten italienischen Diktators Benito Mussolini im sogenannten „Unternehmen Eiche“.
Von alliierter Seite wurden vor allem bei der gescheiterten Operation Market Garden, bei der Landung in der Normandie (Operation Overlord) und bei der Überquerung des Rheins (Operation Varsity) Lastensegler in großer Zahl eingesetzt. US-Truppen verwendeten das Modell Waco CG-4A, die Briten die größeren Airspeed Horsa und General Aircraft Hamilcar.
Auch in der Sowjetunion wurden zwei Lastenseglertypen gebaut, die Antonow A-7 und die Gribowski G-11. Sie kamen hauptsächlich zur Versorgung von Partisanen im von Deutschen besetzten Hinterland zum Einsatz.